# Cage (film, 1989)
Pour les articles homonymes, voir Cage (homonymie).
Cage est un film américain réalisé par Lang Elliott et sorti en 1989.

## Résumé
Un GI au Vietnam sauve la vie de son copain, mais est gravement blessé d'une balle dans la tête. Il en résulte des dommages au cerveau au point où il a essentiellement le cerveau d'un enfant dans un (très grand) corps d'adulte. Quand ils quittent l'armée, tous les deux ouvrent un bar ensemble, mais certains gangsters locaux leur rendent les choses difficiles à la suite de leur refus de prendre part à des matchs « cage » brutaux qui se finissent souvent par des blessures graves ou la mort d'un des combattants.

## Fiche technique
- Réalisation : Lang Elliott
- Scénario : Hugh Kelley
- Pays d'origine :  États-Unis
- Durée : 100 minutes
- Date de sortie : 1er septembre 1989

## Distribution
- Lou Ferrigno (VF : Saïd Amadis) : Billy Thomas
- Reb Brown (VF : Richard Darbois) : Scott Monroe
- Michael Dante : Tony Baccola
- Mike Moroff : Mario
- Marilyn Tokuda : Morgan Garrett
- Al Leong : Tiger Joe
- James Shigeta : Tin Lum Yin
- Branscombe Richmond : Diablo
- Tiger Chung Lee : Chang
- Al Ruscio : Costello
- Danny Trejo : Danny, le garde du corps de Costello
- Daniel Martine : Mono
- Rion Hunter  : Chao Tung
- Dana Lee : Pang
- Maggie Mae Miller : Meme
- Paul Sorensen : Matt
- Larry Duran : deuxième garde chinois

### Suite
- 1994 : Cage 2 : L'Arène de la mort